# Soutelo de Aguiar
Soutelo de Aguiar ist eine Gemeinde (Freguesia) im portugiesischen Kreis (Concelho) von Vila Pouca de Aguiar. In ihr leben 602 Einwohner (Stand 19. April 2021).

## Verwaltung
Soutelo de Aguiar ist Sitz einer gleichnamigen Gemeinde (Freguesia). Folgende Orte liegen in der Gemeinde:
- Fontes
- Montenegrelo
- Parada de Aguiar
- Soutelo de Aguiar